# Happenrode
Happenrode war eine kleine, längst wüst gefallene Siedlung in der heutigen Gemarkung von Istha im nordhessischen Landkreis Kassel. Sie befand sich zwischen Istha und Martinhagen, aber die genaue Lage ist bisher nicht bekannt. 

## Geschichte
Zur Geschichte des Orts ist nahezu nichts bekannt. Im Güterregister des Klosters Hasungen wird er 1328 als „Happenrode juxta villam Ysta“ (Happenrode bei dem Dorf Istha) genannt, und letztmals erscheint er im Jahre 1515 im Hasunger Gültregister, als dem Kloster noch immer der Zehnt in der dortigen Feldmark zustand. Wann der Ort aufgegeben wurde, ist nicht bekannt.